# Seseli strictum
Seseli strictum är en växtart i släktet säfferötter (Seseli) och familjen flockblommiga växter. Den beskrevs av Carl Friedrich von Ledebour 1829.
Arten är en flerårig ört som förekommer i Centralasien och de östra delarna av europeiska Ryssland.